# Corydalis cava
Corydalis cava é uma espécie de planta com flor pertencente à família Papaveraceae. 
A autoridade científica da espécie é (L.) Schweigg. & Körte, tendo sido publicada em Fl. Eriang. ii. 44; Wahlenb. Veg. Helv. 126 (bis).

## Portugal
Trata-se de uma espécie presente no território português, nomeadamente os seguintes táxones infraespecíficos:
- Corydalis cava subsp. cava - presente em Portugal Continental. Em termos de naturalidade é nativa da região atrás referida. Não se encontra protegida por legislação portuguesa ou da Comunidade Europeia.